# Andrejs Piedels
Andrejs Piedels (Jēkabpils, 1970. szeptember 17. –) lett válogatott  labdarúgókapus, jelenleg a Skonto Rīga és a lett válogatott kapusedzője.
A lett válogatott tagjaként részt vett a 2004-es Európa-bajnokságon.

## Sikerei, díjai
Skonto Riga
- Lett bajnok (7): 1998, 1999, 2000, 2001, 2002, 2003, 2004
- Lett kupagyőztes (4): 1998, 2000, 2001, 2002